# Queen Camel
Queen Camel är en ort och civil parish i Storbritannien.   Den ligger i grevskapet Somerset och riksdelen England, i den södra delen av landet, 180 km väster om huvudstaden London. Queen Camel ligger 37 meter över havet och antalet invånare är 908.
Terrängen runt Queen Camel är platt. Runt Queen Camel är det ganska tätbefolkat, med 86 invånare per kvadratkilometer. Närmaste större samhälle är Yeovil, 9,5 km söder om Queen Camel. Trakten runt Queen Camel består till största delen av jordbruksmark.